# ICIUM Wonderworld of Ice

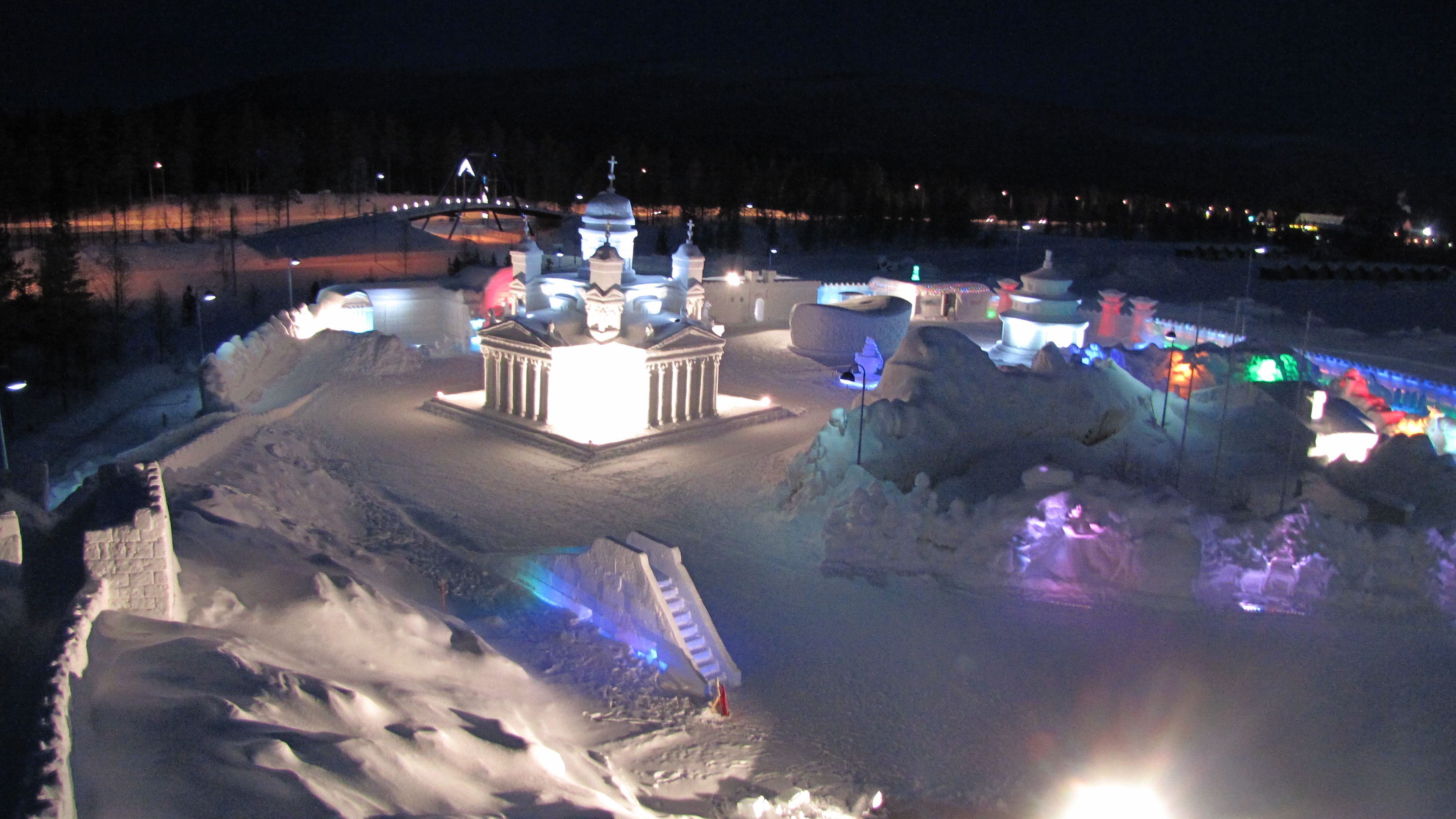
Utsikt från Kinesiska muren mot Helsingfors domkyrka (Levi ICIUM 2010-2011)

ICIUM Wonderworld of Ice är en vinternöjespark i finska Lappland, närmare bestämt i Levi Finland. Underverksparken ICIUM är byggd av is och snö. Den består av både is- och snöskulpturer på ett 1 hektar stort område. Första ICIUM-parken öppnade 12 december 2010.

## Byggs av konstnärer

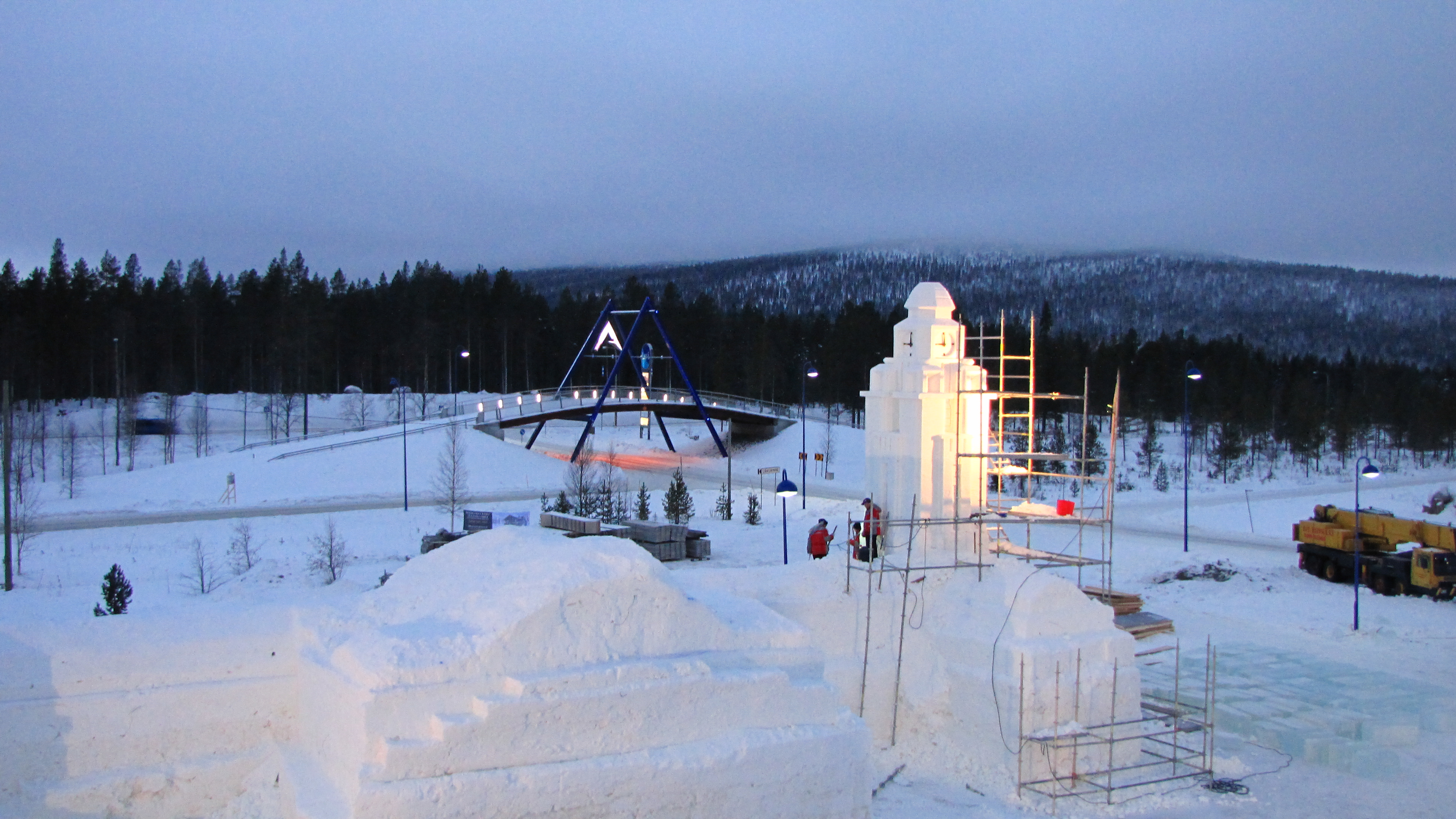
Centralstationen i Helsingfors när den byggdes i ICIUM i december 2010.

ICIUM byggs av kinesiska isskulptörer från staden Harbin i Kina där den årliga is- och snöskulpturfestivalen Harbin International Ice and Snow Sculpture Festival har ordnats sedan år 1963.
Mera än 10 000 kubikmeter snö gick åt till första ICIUM. Isskulptörerna lyfte också över 600 kubikmeter is ur floden Ounasjoki för sina konstverk av is.

## Skulpturer i ICIUM

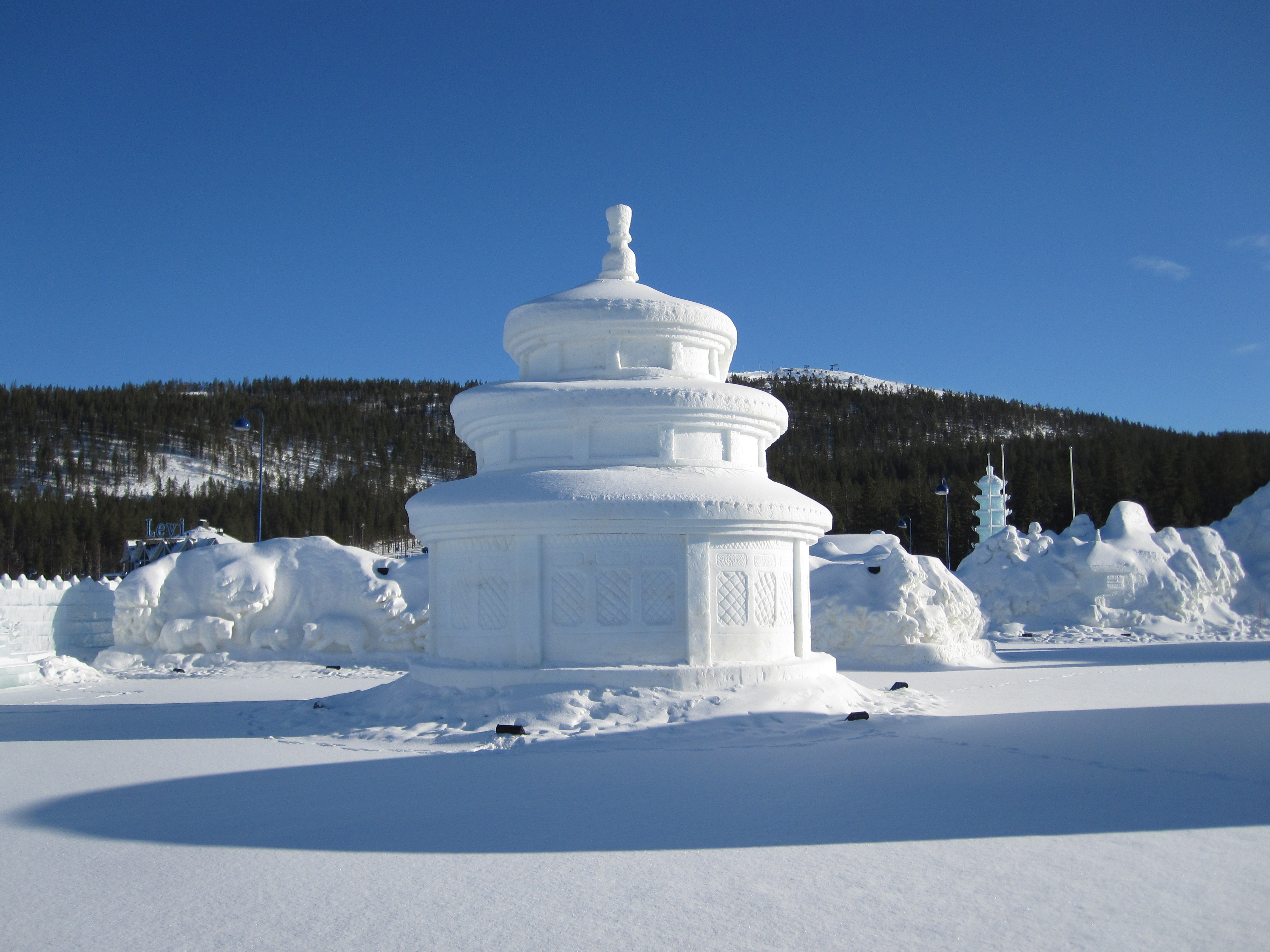
Temple of Heaven

Huvudattraktionerna i ICIUM under säsongen 2010-2011 var:
- Kinesiska muren-rutschbana. Den största snöbyggnaden, Kinesiska muren, var 15 meter hög och 80 meter lång. Över 5 000 kubikmeter snö användes när man byggde muren.
- Helsingfors domkyrka. Utöver Kinesiska muren var Helsingfors domkyrka, eller Senatskyrkan, den högsta snöbyggnaden i ICIUM på sina 15 meter.
- Helsingfors centralstation. Järnvägsstationen är ett landmärke från år 1919 vars arkitekt hette Eliel Saarinen. Det tog 15 år att bygga stationen.
- Pagoden. Den gröna pagoden var den längsta isskulpturen i ICIUM på över 15 meter i längd. En pagod är oftast ett tempel åt Buddha. De finns i Japan, Kina och andra asiatiska länder.
- Himmelens tempel. Himmelens tempel ligger i vad som kallas den förbjuda staden i Peking. Det färdigställdes år 1420. Istemplet i Levi är en avbild av det 38-meter höga originalet.
- Pekings Nationalstadion.
- Terrakottaarmén. Isskulpturer som såg ut som terrakottasoldaterna.

## Kinesiska konstnärer och hantverkare
Kinesiska hantverkare från Peking förevisade vad traditionell, kinesisk konst och konsthantverk går ut på. I det ingick till exempel halmbindning, glasmålning (snusflaskor) samt skulptering i deg.

## ICIUM-maskoten Mingming
Babypandan Mingming är från sagolandet Bambu och ICIUM:s maskot. I sitt första äventyr försöker Mingming rädda sitt hem undan en elak drake tillsammans med Farfar – renen  Niila, lilla renen Nina och Jultomten.